# Литейный мост
Литейный мост — автодорожный разводной мост через Неву в Санкт-Петербурге. Соединяет центральную часть города (Центральный район) с Выборгской стороной (Выборгский и Калининский районы). Второй постоянный мост через Неву (после Благовещенского моста). Построен через самое глубокое место Невы, где глубины достигают 24 м. Перильное ограждение моста является объектом культурного наследия регионального значения.

## Расположение
Мост соединяет Литейный проспект и улицу Академика Лебедева.
Выше по течению находится Большеохтинский мост, ниже — Троицкий мост и Сампсониевский мост (через Большую Невку).
Ближайшие станции метрополитена — «Чернышевская», «Площадь Ленина».

## Название
Название моста известно с 1851 года и происходит от Литейного двора, находившегося на левом берегу реки. В 1879 году при открытии постоянного моста его назвали мостом Императора Александра II. Имя быстро сократилось до Александровского моста (но, например, на открытках всё равно чаще был обозначен как «Литейный»). А после 1917 года исчезло вовсе, так и не вытеснив первоначального названия.
Во время блокады Ленинграда возникло неофициальное название Чёртов мост, так как район Литейного моста и площади Финляндского вокзала (получившей название Долина смерти) чаще других подвергался обстрелам.

## История

### Плашкоутный мост
На старинных картах видно, что еще до основания города в районе существующего моста существовала переправа на пути из России в Швецию: на одном берегу заканчивалась Новгородская дорога, на другом начиналась дорога на Выборг. В 1786 году в створе Воскресенского проспекта был построен второй в городе плашкоутный мост, получивший название Воскресенского. В 1803 году мост был перенесён к Летнему саду и получил название Петербургского. На прежнем месте был построен новый наплавной мост, который наводился вплоть до 1849 года. С упразднением и сносом Литейного двора значение получила новая магистраль — Литейный проспект, поэтому Воскресенский мост был перенесён на трассу нового проспекта и получил название Литейный. Наплавной Литейный мост наводился до 1875 года, когда началось возведение постоянного моста. Наплавной мост был перенесен на трассу по оси Воскресенского проспекта и переименован в Воскресенский. После постройки постоянного моста наплавной Воскресенский мост разобрали:7.

### Постоянный мост 1879 года
Поводом к сооружению второго постоянного моста через Неву послужил срыв бурным ледоходом 4 апреля 1865 года наплавной переправы. Для изучения причин аварии Литейного моста была создана специальная экспертная комиссия. 22 августа 1869 года Санкт-Петербургская дума, обсудив вопрос, «который из плавучих мостов: Петербургский или Литейный — должен быть предпочтительно заменен постоянным», 84 голосами против 11 высказалась за Литейный мост.
Вскоре были представлены первые проекты моста, составленные фирмой «Пущин и К°», инженером С. В. Кербедзом, а также английскими инженерами Ч. Ланкастером и Ч. де Берге. Учитывая сложность и ответственность намеченного к строительству сооружения, 22 апреля 1871 года Городская дума объявила открытый конкурс на проект Литейного моста. В экспертную комиссию вошли В. А. Львов, Ц. А. Кавос и Н. Л. Бенуа; секретарём комиссии назначили А. Г. Вейденбаума. Было представлено 17 проектов. Первая премия была присуждена английской фирме за проект арочного четырёхпролётного моста с двумя разводными частями у обоих берегов Невы под девизом «Вестминстер». Вторая премия была присуждена инженеру Ордиху, третья — фирме «Пущин и К°». 26 октября 1873 года Дума вынесла решение выдать премии авторам проектов и приступить к строительству моста по проекту «Вестминстер».
В феврале 1874 года Особая комиссия Министерства путей сообщения высказала ряд замечаний по проекту «Вестминстер». 15 февраля была создана новая комиссия, куда вошел инженер А. Е. Струве. Вскоре комиссия приняла решение поручить Струве разработать два варианта металлического Литейного моста, из них один — арочного типа. 18 августа того же года проект арочного моста был утвержден императором, а в феврале следующего года Дума заключила с А. Е. Струве контракт на сооружение моста в четырёхлетний срок. Недоумение вызывает один из пунктов контракта, согласно которому строитель обязывался применять для ферм и верхнего пролётного строения моста железо, выписываемое из Англии или Германии. Ведь в России к тому времени уже выпускался высококачественный металл (для сооружавшегося ранее Николаевского моста не приобретали чугун или железо за границей).
Ближайшим помощником Струве являлся инженер-капитан А. А. Вейс, а руководителями работ были: инженеры Вратновский и Баторский, инженер путей сообщения Мазинг, гражданский инженер Альберт.
Мост был заложен 30 августа 1875 года. Строители моста столкнулись с большими трудностями при сооружении опор. В районе моста Нева достигает максимальной глубины — 24 м. Донные грунты на этом участке представляют собой иловатую легкосжимаемую глину, обладающую плохой несущей способностью. Значительная плотность достигается лишь на глубине 20,2 — 21,3 м от ординара. Учитывая это, фундаментами опор всех речных быков были выбраны кессоны, превосходившие по величине все применявшиеся ранее в России. Размеры кессона под каменный массив опоры разводного пролёта равнялись 36,02×15,61 м, с площадью опирания 462,3 м².
По состоянию на июнь 1876 года на работах было занято до 1400 человек. Подводные работы были сопряжены с большими трудностями. Сложности начались уже при опускании одного из кессонов на дно Невы — в том месте, где по проекту должна была встать одна из опор, оказалась затонувшая баржа с камнем. При погружении кессона в грунт, он наткнулся на большой камень-валун. Менее чем через месяц при внезапном подъёме воды кессон был затоплен. 16 сентября 1876 года в 9 часов вечера из-за резкого оседания опоры полужидкий грунт ворвался в кессон. В это время в кессоне работало 28 землекопов. 18 человек выбралось наружу сразу, ещё пять человек удалось спасти в ходе спасательных работ, погибло пять человек. Через год произошла ещё одна катастрофа с человеческими жертвами. 9 сентября 1877 года произошел взрыв в одном из кессонов. Массивный потолок кессона был отброшен на десятки метров. Девять рабочих, находившихся наверху кессона, были убиты взрывом. Илистый грунт мгновенно поднялся в кессон и затопил работавших в нём людей. Общее количество погибших составило около 40 человек. Предполагаемой причиной взрыва стала неисправность предохранительного клапана кессона. Работы по ликвидации последствий катастрофы длились около года. Летом 1878 года были извлечены тела 20 человек и начаты работы по заполнению камеры кессона каменной кладкой.
Катастрофы не только задержали строительство, но и вызвали огромные дополнительные расходы. Стоимость строительства моста выросла в полтора раза больше первоначально намеченных сумм. Общая стоимость моста составила 5,1 млн рублей.
Мост был закончен 30 сентября 1879 года (с опозданием на один месяц). На торжественном открытии моста А. Е. Струве был пожалован чин генерал-майора, а его помощники — инженеры Вратновский, Баторский, Мазинг и Альберт получили награды.
Конструкция моста представляла собой пять пролётов, которые перекрывались арочными клепаными металлическими пролётными строениями, и шестой поворотный разводной пролёт:18.
Каждый пролёт состоял из 13 двухшарнирных арок. Отверстия между центрами шарнирных пят равнялись: 53,25 м; 65,77 м; 74,55 м; 67,97 м; 53,04 м; отверстие разводного пролёта — 21,3 м (по другим данным — 19,8 м). Общая длина моста между наружными поверхностями береговых устоев равнялась 405,8 м (407,8 м). Ширина моста между перилами равнялась 24,43 м, из которых на проезжую часть приходилось 17,04 м. Масса верхнего пролётного строения приблизительно составила около 6550 т.
Разводной пролёт был перекрыт поворотной решетчатой металлической фермой. При разводке она вращалась на вертикальной оси, расположенной на первой широкой и массивной речной опоре, располагавшейся у левого берега. Несимметричное поворотное пролётное строение состояло из 8 ферм раскосной системы, скрепленных между собой поперечными балками и диагональными связями; оно уравновешивалось над устоем системой противовесов. Разводка моста происходила вручную — четыре, а затем восемь рабочих вращали ручной ворот. Со временем ворот был заменен водяной турбиной мощностью 36 л. с., питавшейся от городского водопровода.
Устои моста были массивные, из монолитного бутобетона на кессонном основании, облицованы гранитом. Все промежуточные опоры на кессонном основании, облицованы розовым гранитом.
Перила моста были изготовлены по проекту архитектора К. К. Рахау. Чугунные стойки и чугунные литые секции между ними представляют собой высокохудожественное литье. В центре секции перил был изображен картуш (щит с гербом города) — перекрещенные скипетр, морской и речной якоря в руках двух русалок, хвосты которых вплетены в растительный орнамент. В просветах чугунных столбиков — морские животные. Перильное ограждение было отлито на заводе Кахуна. На разводном пролёте были установлены металлические кованые перила простого рисунка.
Литейный мост стал одним из инженерных сооружений, при строительстве которого были применены новшества, не встречавшиеся до того времени. Высокая прочность стали позволила увеличить пролёты моста в полтора раза по сравнению с чугунными арками Николаевского моста. Дальнейшим шагом в развитии техники мостостроения являлась конструкция поворотного разводного механизма, более совершенная, чем у Николаевского моста.
Литейный мост был первым мостом в Петербурге, освещенным электричеством. На нём были установлены электрические фонари со «свечами» П. Н. Яблочкова. Автором проекта выступил инженер Фёдор Пироцкий. Из-за противодействия монополии газовщиков электрическое освещение не получило распространения в городе, в 1890 году электрические фонари были заменены газовыми.
В 1881 году на мосту были установлены скамейки для отдыха прохожих: две больших (на толстом быке) и 8 малых (на 4-х речных быках). Работы выполнены заводом Сан-Галли.
До постройки Финляндского железнодорожного моста Литейный мост связывал Финляндскую железную дорогу с другими железными дорогами страны.

### Реконструкция моста в 1966—1967 годах
В 1964 году, в связи с обновлением Волго-Балтийского пути, возникла потребность в модернизации моста. Проект реконструкции Литейного моста был разработан в институте Ленгипротрансмост коллективом инженеров под руководством Л. А. Вильдгрубе и архитектора Ю. И. Синицы.
Основания опор были признаны достаточно надежными и было решено перестроить лишь верхние части и на них опереть новые металлические пролётные строения. В процессе проектирования, проводившегося в 1963—1964 годах, было разработано несколько вариантов пролётного строения, что обеспечило выбор оптимальных решений. В 1966—1967 годах была проведена реконструкция моста. Общее руководство строительством осуществлял инженер Ю. Р. Кожуховский.
Стальные балки нового Литейного моста изготавливались на берегу Невы, на той же строительной площадке, где сооружались балки пролётного строения моста Александра Невского. Затем на плавсистеме из понтонов они доставлялись к опорам. Вес одного блока составлял 2500 т. Впервые балка такого веса была перевезена на 6 км и проведена через разводной пролёт моста, ширина которого была лишь ненамного больше ширины транспортируемой конструкции.
В 1967 году мост был открыт для движения. Результатами работ стало:
- Увеличение ширины мостового полотна на 10 м, благодаря чему стало возможным трёхрядное движение транспорта;
- строительство транспортных развязок на подходах к мосту в двух уровнях;
- Замена металлических конструкций пролётного строения моста;
- Поворотный разводной пролёт был заменён раскрывающимся и перемещён на более глубоководное место;
- Огромный бык вблизи берегового устоя для вращения разводной части, вносивший асимметрию в силуэт моста, был перестроен;
- Перила моста были сохранены, для разводного пролёта были отлиты копии перил из лёгкого сплава;
- Установлены новые фонари, гармонично сочетающиеся с оградой переправы;
- Под мостом вдоль набережной были проложены пешеходные дорожки и обустроены гранитные спуски к Неве;

Решением Исполнительного комитета Ленинградского городского Совета народных депутатов № 645 от 06.08.1990 перильное ограждение моста включено в Государственный список памятников градостроительства и архитектуры местного значения. 
 Объект культурного наследия народов РФ регионального значения. Рег. № 781711205440005 (ЕГРОКН). Объект № 7802131000 (БД Викигида)

### Сухогруз «Каунас»
16 августа 2002 года около 4 часов утра с опорой Литейного моста столкнулся сухогруз «Каунас» 1957 года постройки, следовавший из Нижнего Новгорода с грузом металлопроката. Судно накренилось и пошло ко дну носом вниз. Судоходство по Неве было восстановлено только 23 августа, когда была извлечена рубка сухогруза. Судно было разгружено к 5 сентября, затем его распилили на три части и извлекли из реки для последующей утилизации. Причиной столкновения сухогруза с опорой моста стали неполадки в системе винторулевого комплекса.

## Конструкция
Мост шестипролётный металлический разводной. Пролётные строения сталежелезобетонные переменной высоты балочно-неразрезной системы. Длина моста 394 м, ширина моста между перилами 34 м, из них ширина проезжей части 28,0 м и два тротуара по 3,0 м. Схема разбивки на пролёты: 41,6+61,0+74,6+82,8+74,1+60,8 м.

Левобережный постоянный пролёт перекрыт сталежелезобетонным пролётным строением. В поперечном сечении пролётное строение состоит из десяти главных балок сплошного сечения объединенных продольными и поперечными связями. Фасадные балки криволинейного очертания.
Русловые постоянные пролётные строения представляют собой четырехпролётную неразрезную балку с криволинейным очертанием нижнего пояса. Величина речных пролётов определялась положением существующих опор, которые были использованы при реконструкции моста. В поперечном сечении пролётное строение состоит из восьми главных балок двутаврового сечения, объединенных продольными и поперечными связями.
Разводной пролёт перекрыт однокрылым пролётным строением раскрывающейся системы с неподвижной осью вращения и жестко прикрепленным противовесом. Максимальный проектный угол раскрытия крыла 67°. В поперечном сечении пролётное строение состоит из шести главных балок сплошного сечения с криволинейным нижним поясом, объединенных ребристой плитой проезжей части, поперечными балками, продольными и поперечными связями. Вес разводного пролёта – рекордный в мировой практике – 3225 т. Величина разводного пролёта в свету – 50 м. В закрытом положении пролётное строение разводного пролёта опирается на две опоры как свободная консольная балка с расчетным пролётом 55 м, длиной консоли 3 м и шириной 34 м.
Левобережный устой массивный из монолитного железобетона, на свайном основании. Правобережный устой был полностью использован с перестройкой только верхней части. Основание опоры свайное – деревянные сваи. Основание всех промежуточных опор – кессонное. Железобетонные стены устоев с навесной гранитной облицовкой. Русловые опоры с массивной гранитной облицовкой. Новая опора разводного пролёта частично сооружена на старом кессонном основании и новом опускном колодце.
Покрытие проезжей части и тротуаров – асфальт. Ограждение на стационарных пролётных строениях гранитное высотой 500 мм, на разводном пролёте металлическое высотой 500 мм.
Перильное ограждение на постоянных пролётах, выполненное по рисунку архитектора К. К. Рахау, перенесено со старого моста постройки 1879 года, и является объектом культурного наследия регионального значения. На разводном пролёте установлено перильное ограждение из алюминия. На левом берегу перильное ограждение завершается гранитными парапетами с памятными досками. Для освещения и контактной сети на мосту установлено 28 опор с архитектурным декором.

## В культуре
Со сцены самоубийства Лопухова (мужа Веры Павловны) на Литейном мосту начинается роман Чернышеского «Что делать?» (1863).

### Акция арт-группы «Война»
В ночь с 13 на 14 июня 2010 года на мосту состоялась художественная акция арт-группы «Война». Акция заключалась в изображении фаллоса на дорожном полотне разводной части моста таким образом, что после развода моста 50-метровый рисунок поднялся напротив «Большого дома» — здания управления ФСБ по Санкт-Петербургу. 7 апреля 2011 года данная акция была отмечена премией «Инновация» в номинации «Произведение визуального искусства» министерства культуры Российской Федерации.